# Barbezières
Barbezières – miejscowość i gmina we Francji, w regionie Nowa Akwitania, w departamencie Charente.
Według danych na rok 1990 gminę zamieszkiwało 157 osób, a gęstość zaludnienia wynosiła 17 osób/km² (wśród 1467 gmin regionu Poitou-Charentes Barbezières plasuje się na 837. miejscu pod względem liczby ludności, natomiast pod względem powierzchni na miejscu 872.).